# Barbara Fradkin
Barbara Fradkin, née en 1947 à Montréal, dans la province de Québec, est une femme de lettres canadienne, auteure de roman policier.

## Biographie
Elle fait des études à l'université McGill, où elle obtient un baccalauréat. Elle s'inscrit ensuite à l'université de Toronto, où elle décroche une maîtrise, puis à l'université d’Ottawa qui lui décerne une doctorat en psychologie clinique.
En 2000, elle publie son premier roman Do Or Die, premier volume d'une série consacrée à l'inspecteur Michael Green, qui travaille pour les forces de police à Ottawa.  Avec le quatrième roman de cette série, Fifth Son, paru en 2004, et le cinquième, Honour Among Men, paru en 2006, elle est lauréate du prix Arthur-Ellis 2005 et 2007 du meilleur roman.

## Œuvre

### Romans

#### SérieInspecteur Green
- Do Or Die (2000)
- Once Upon a Time (2002)
- Mist Walker (2003)
- Fifth Son (2004)
- Honour Among Men (2006)
- Dream Chasers (2007)
- This Thing of Darkness (2009)
- Beautiful Lie the Dead (2010)
- The Whisper of Legends (2013)
- None So Blind (2014)

#### SérieCedric O'Toole
- TThe Fall Guy (2011)
- Evil Behind That Door (2012)
- The Night Thief (2015)

#### SérieAmanda Doucette
- Fire in the Stars (2016)
- The Trickster’s Lullaby (2017)
- Prisoners of Hope (2018)
- The Ancient Dead (2021)

### Nouvelles
- Baby Blues (2003)
- The Minstrel Boy (2003)
- Major Billingham's Wife (2003)
- Spoils of War (2005)
- Voices from the Deep (2006)
- Roads to Redemption (2007)

## Prix et distinctions

### Prix
- Prix Arthur-Ellis 2005 du meilleur roman pour Fifth Son[1]
- Prix Arthur-Ellis 2007 du meilleur roman pour Honour Among Men[1]

### Nominations
- Prix Arthur-Ellis 2003 du meilleur roman pour Once Upon a Time[1]
- Prix Arthur-Ellis 2013 de la meilleure novella pour Evil Behind That Door[1]
- Prix Arthur-Ellis 2015 du meilleur roman pour None So Blind[1]